# Scopula epiorrhoe
Scopula epiorrhoe är en fjärilsart som beskrevs av Louis Beethoven Prout 1935. Scopula epiorrhoe ingår i släktet Scopula och familjen mätare. Inga underarter finns listade.